# Sitio de La Charité
El asedio de la Charité fue incitado por la orden de  Carlos VII a Juana de Arco después de que el señor de la guerra Perrinet Gressard tomara la ciudad en 1423.

## Historia
La Charité no solo estaba fuertemente fortificada, sino que también estaba totalmente avituallada para un asedio prolongado. Se sabe que las fuerzas de Juana estaban mal equipadas de artillería. El 7 de noviembre de 1429 se dirigió a la gente de  Clermont con una carta en la que se pedía a la ciudad que enviara provisiones al ejército de Juana para el asedio. El 9 de noviembre Juana volvió a pedir provisiones para su preparación. Carlos II de Albret, del ejército de Juana, envió una carta a Riom el mismo día. La ayuda vino de Bourges y Orleans, que enviaron soldados y artilleros, pero después de un mes de lucha con mal tiempo, el asedio fue abandonado.